# 嚴有翼
嚴有翼（?—?），宋朝建安（今福建省建宁县）人。
南宋绍兴年间擔任泉、荆二郡教官。著有《艺苑雌黄》，內容十分挑剔蘇軾诗文，原书久佚，今有殘本十卷，係明人收集《苕溪渔隐丛话》所引，加上《韵语阳秋》，已非原貌。《随园诗话》卷五載：“宋严有翼诋东坡诗，误以葱为韭，以长桑君为仓公，以摸金校尉为摸金中郎。所用典故，被其捃摘，几无完肤。然七百年来，人知有东坡，不知有严有翼。”